# Брянское (Раздольненский район)
Бря́нское (до 1948 года Найбрянск, ранее еврейский переселенческий участок № 74; укр. Брянське, крымскотат. Brânskoye, Брянское) — исчезнувшее село в Раздольненском районе Республики Крым, располагавшееся в центре района, в степном Крыму, примерно в 1,5 километрах северо-западнее современного села Красноармейское.

## История
Еврейский переселенческий участок № 74 впервые отмечен на карте участков земли отведенных КомЗЕТу 1930 года на территории Фрайдорфского (переименованного в 1944 году в Новосёловский) еврейского национального (лишённого статуса национального постановлением Оргбюро ЦК КПСС от 20 февраля 1939 года) района. Вскоре переселенческий участок был переименован в Найбрянск (на идиш — Новый Брянск) — большинство жителей переехали из Брянска. Вскоре после начала отечественной войны часть еврейского населения Крыма была эвакуирована, из оставшихся под оккупацией большинство расстреляны.
С 25 июня 1946 года Найбрянск в составе Крымской области РСФСР. Указом Президиума Верховного Совета РСФСР от 18 мая 1948 года, Найбрянск переименовали в Брянское. 26 апреля 1954 года Крымская область была передана из состава РСФСР в состав УССР. 25 июля 1953 года Новоселовский район был упразднен и село включили в состав Раздольненского. Время включения в Воронкинский сельсовет пока не установлено: на 15 июня 1960 года село уже числилось в его составе.Населённый пункт ликвидирован к 1968 году (согласно справочнику «Крымская область. Административно-территориальное деление на 1 января 1968 года» — в период с 1954 по 1968 годы, как село Воронкинского сельсовета).